# Электрическая гостиница
«Электрическая гостиница» — немой короткометражный фильм Сегундо де Шомона. Премьера состоялась во Франции 31 октября 1908 года.

## Сюжет
Пожилая семейная пара приезжает в гостиницу, где работает только один человек. Здание полностью автоматизировано: чемоданы переносят себя сами, гребень причёсывает героиню, бритва бреет героя сама. Для того, чтобы добиться такого эффекта, Шомон использовал метод покадровой съёмки. Предмет снимается, пока рукоятка камеры производит четверть оборота, затем его слегка перемещают, снимают ещё на четверть оборота и повторяют операцию нужное количество раз. Если просмотреть плёнку с нормальной скоростью, кажется, что, например, гребень движется сам по себе.

## В ролях
- Сегундо де Шомон в роли Бертрана
- Жульен Матьё[англ.] в роли Лауры